# NGC 5982
NGC 5982 је елиптична галаксија у сазвежђу Змај која се налази на NGC листи објеката дубоког неба.
Деклинација објекта је + 59° 21' 22" а ректасцензија 15h 38m 40,0s. Привидна величина (магнитуда) објекта NGC 5982 износи 11,0 а фотографска магнитуда 12,0. Налази се на удаљености од 41,603 милиона парсека од Сунца. NGC 5982 је још познат и под ознакама UGC 9961, MCG 10-22-29, CGCG 297-24, PGC 55674.